# Flik 10
La Flik 10 era una squadriglia della Kaiserliche und Königliche Luftfahrtruppen durante la prima guerra mondiale.

## Storia

### Prima guerra mondiale
La Squadriglia fu creata nel 1914, pochi mesi prima dello scoppio della guerra. Come risultato della guerra con la Russia, al fronte vengono inviate le Flik 3J, 5, Flik 7, Flik 8 ed 11, mentre la Flik 10 vi arriva nel maggio del 1915 (dopo l'inizio della guerra con l'Italia). La squadriglia aveva due famosi assi, Otto Jäger e Karl Urban (aviatore) ed entrambi ottennero cinque vittorie con l'unità.
Al 15 ottobre 1918 la FliK 10P è a Gardolo nella 10 Armee di Alexander von Krobatin.